# Az-Zawajda
Az-Zawajda (arab. الزوايده,) – miasto w Autonomii Palestyńskiej, w centralnej części Strefy Gazy. Według danych szacunkowych na rok 2012 liczy 20 423 mieszkańców.